# 格拉茨学派
格拉茨学派（Grazer 'Schule'），和其密切相关的“运动”是“新格拉茨建筑”（New Graz Architecture）。它以格拉茨城为中心，归名于“格拉茨学派”。纵然其成员始终坚持这并不是个连贯一致的“学派”。

## 背景
这種新建筑运动萌芽於1950年代末，亦不局限于建筑领域，而是广泛地与其它艺术门类关联（当时格拉茨被称为德语现代文学中心），代表了经历法西斯压抑之后的现代主义复兴。它比弗兰普顿所說的「批判地域主义」更早，又一直对定义施泰尔马克地域特色兴趣甚微，其建成作品风格极其多样，从「Domenig」的几近极至的表现主义到「Riegler Riewe」的极少主义都在其中。
1960年代是其初现的时期（1963年「Gunter Domenig」与「Eilfred Huth」开始其建筑实践）。开创性的那代建筑师首先考虑的是，他们要去除「外省」的角色而寻求国际性的灵感。其中有許多人执业並任教于国外，直到其后格拉茨自身有了更好的环境才重新在此工作。也有的又一次搬离，而在本地设立事务所分支。有许多外国的优秀建筑师在格拉茨讲学，名单堪为当代建筑名人录。
在所有这些建筑讨论中，只有后现代一支明显缺席，或许是因其与维也纳的强烈关联。维也纳与格拉茨的竞争关系亦是考察格拉茨新建筑的一个重要参考点：前者视后者为外省，后者则觉得维也纳建筑师为传统所束缚。1980年代，当地政治的变化带给建筑师更多在本地实践的机会，格拉茨也因此有了惊人数量的优秀住宅建筑。
在这个意义上，与其说新格拉茨建筑是一个地域现象，不如视其为过去30年国际建筑讨论的缩影：在本地肥沃的土壤中，国际性的种子生长，杂交。格拉茨至少贡献了4个有国际影响的建筑事务所：Gunther Domenig及他以前的合伙人Eilfried Huth、夫妇组合Michael Szyszkowitz 和Karla Kowalski、Klaus Kada和Volker Giencke。
“格拉茨学派”这一措辞的推广，得益于1980年代中巡回于欧洲与美国的一个展览，展出的是13家事务所的作品。展览图录名为Architektur-Investitionen: Grazer “Schule”，13 Standpunkte。在内容简介中，编者Dietmar Steiner指出，格拉茨“学派”是一个新闻事实，在媒体中被如此记录；无可否认，它对建筑杂志具有新闻价值，它甚而是一个模糊定义的、可识别的“品牌产品”。编者进而承认，建筑师们或许不喜欢这一标签，但这一归类决定了他们在建筑讨论中的角色，既国际性又回顾性地保护了其兴趣领域。
另外在19世纪末，在格式塔研究领域，亦有国际知名的格拉茨学派。